# Froben Ferdinand (Fürstenberg-Mößkirch)

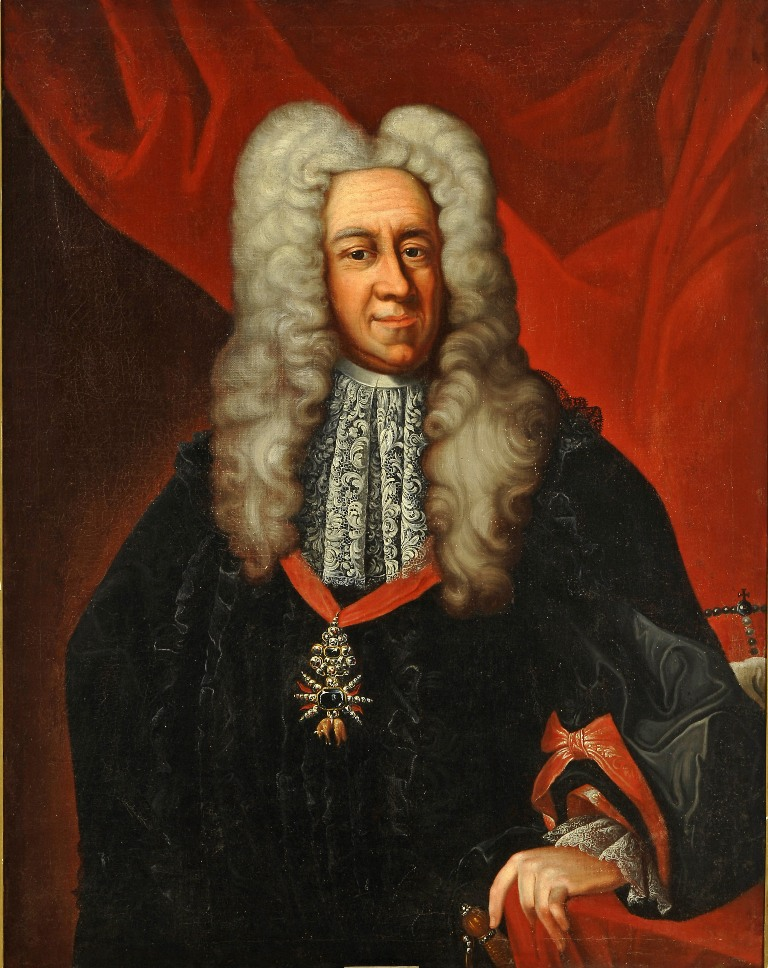
Fürst Froben Ferdinand zu Fürstenberg-Mösskirch

Froben Ferdinand Dominik Christoph zu Fürstenberg-Mößkirch (* 6. August 1664 in Meßkirch; † 4. April 1741) war ab 1716 der dritte regierende Fürst zu Fürstenberg und von 1726 bis 1735 kaiserlicher Prinzipalkommissar am Reichstag zu Regensburg.

## Leben

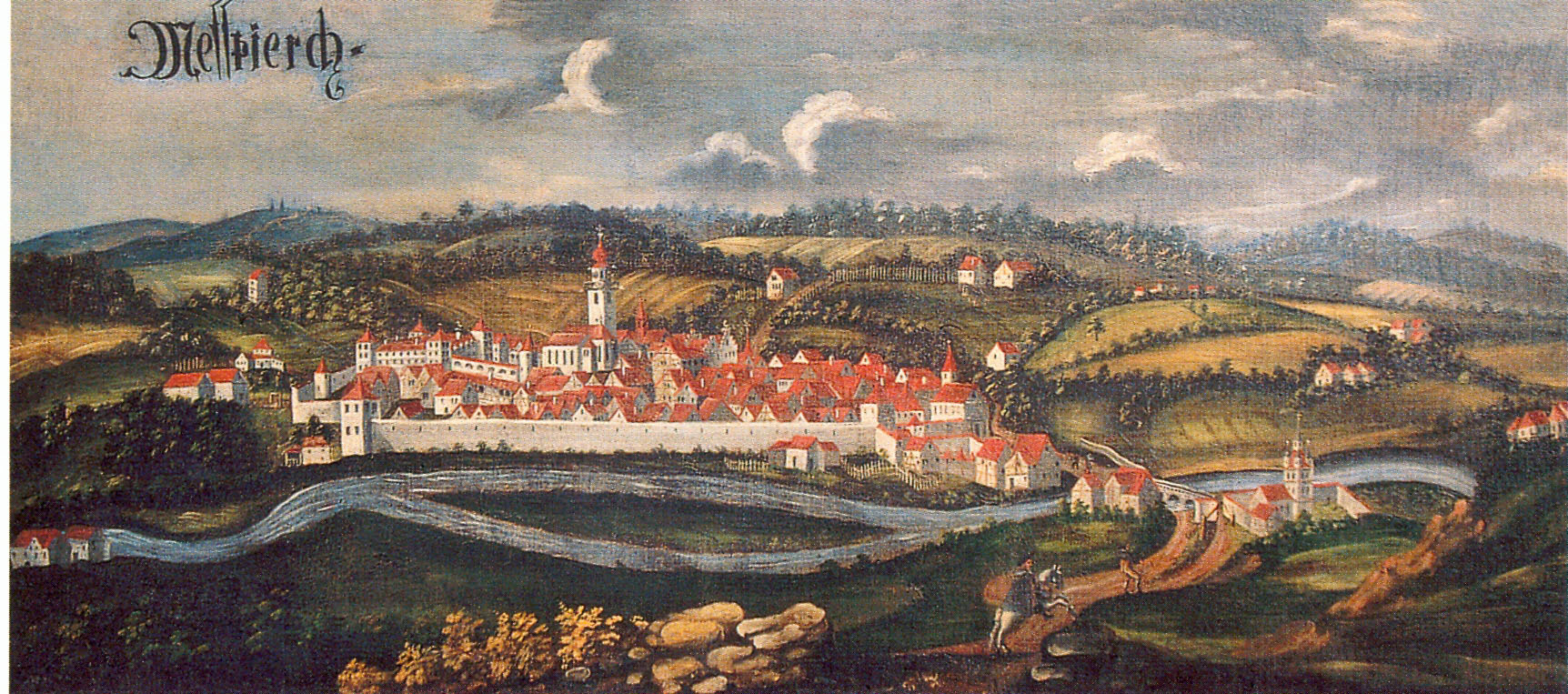
Meßkirch um 1686 – die Heimat von Froben Ferdinand zu Fürstenberg

Froben Ferdinand wurde als Sohn von Graf Franz Christoph zu Fürstenberg-Mößkirch (* 28. Juli 1625; † 22. September 1671) und der Maria Therese von Arenberg und Aerschot (* 22. April 1639; † 18. Januar 1705) geboren. Nach dem Tod seines Vaters lag die Vormundschaft bei seiner Mutter und seinem Onkel Froben Maria von Fürstenberg-Mößkirch.
Er begann 1675 seine Studien bei den Jesuiten in Köln. Er wurde zunächst Domherr in Köln und in Straßburg, resignierte aber später. In Prag studierte er dann Philosophie und in Würzburg und Löwen Rechtswissenschaften. 1685 verstarb sein Vormund Froben Maria und der Kaiser erklärte ihn für volljährig und übertrug ihm zudem die Vormundschaft über seine jüngeren Geschwister.
Froben Ferdinand wurde 1687 zunächst Kondirektor und kurz darauf Direktor des schwäbischen Reichsgrafen-Kollegiums; 1688 wurde er zum Reichshofrat ernannt.
Bereits 1700 ernannte ihn Kaiser Leopold zum Wirklichen Geheimen Rat. 1703 wurde er Statthalter der österreichischen Vorlande, 1716 Reichsfürst und 1718 kaiserlicher Kammerrichter – ein Amt, das er bis 1721 wahrnahm. 1721 wurde er Ritter des Orden vom Goldenen Vlies.
1726 wurde er Prinzipalkommissar am Reichstag zu Regensburg und siedelte mit seiner Familie auch nach Regensburg über. Er wurde in dieser Position Nachfolger des Kardinals Christian August von Sachsen-Zeitz.

## Familie

### Ehe und Nachkommen
Froben Ferdinand heiratete 1690 in Jestetten die Gräfin Maria Theresia Felicitas von Sulz (* 1671; † 26. März 1743), mit der er zwei Kinder hatte:
- Maria Anna Theresia (* 8. April 1699; † 1707)
- Karl Friedrich Nikolaus (* 9. August 1714; † 7. September 1744)

### Geschwister
Sein Bruder Karl Egon Eugen (* 2. November 1665; † 14. Oktober 1702) fiel als Generalleutnant der kaiserlichen Armee in der Schlacht bei Friedlingen. Den von Karl Egon begonnenen Umbau des Schlosses Hüfingen führte Fürst Froben Ferdinand fort. Das heutige barocke Treppenhaus aus Holz im Schloss Meßkirch stammt aus seiner Zeit.

## Einzelnachweis/Anmerkungen
1. ↑  in der älteren Literatur wird vielfach die alte Namensform von Meßkirch - Mößkirch verwendet
2. ↑  einer Tochter des Herzogs Philipp Karl (Arenberg)
3. ↑  nach dem Tod des bisherigen Direktors Johann Ludwig Graf von Sulz, seines Schwiegervaters
4. ↑  siehe auch Liste der Ritter des Ordens vom Goldenen Vlies